# هنري فرانكلين برونسون
هنري فرانكلين برونسون (بالإنجليزية: Henry Franklin Bronson)‏ هو شخصية أعمال أمريكي، ولد في 24 فبراير 1817 في مورياو في الولايات المتحدة، وتوفي في 7 ديسمبر 1889 في أوتاوا في كندا.